# Gran Logia de Cataluña
La Gran Logia de Cataluña (Gran Lògia de Catalunya en catalán), para la consecución de sus fines, se organiza como territorio simbólico soberano porque su ámbito territorial es Cataluña. Agrupa a todas las Logias y Triángulos que, bajo su jurisdicción, trabajan masónicamente en Cataluña.
La Gran Logia de Cataluña es una institución, filosófica, filantrópica, laica, progresista e iniciática, que trabaja por la sociedad de la que forma parte, que lucha y se esfuerza por mejorarla, por hacerla más igualitaria, y donde les sus miembros se reconocen como hermanos y donde encuentran el calor, la comprensión y la solidaridad, vengan de donde vengan, hablen el idioma que hablen, sea cual sea el color de su piel, sus creencias religiosas, sus ideas políticas o su extracción social. Por eso sus miembros trabajan en adquirir sabiduría, para construir, desde la individualidad del todo, un mundo en armonía, con justicia, progreso, libertad, igualdad y fraternidad.

## Historia
La Gran Logia de Cataluña nació en 1933, el 9 de septiembre para ser más concretos, y el acta de constitución con la firma de los impulsores está secuestrada en Salamanca, en el Archivo General de la Guerra Civil. Nació con un espíritu federal y en un primer momento se federó en la Gran Logia de España. El presidente de la Asamblea fue Rafael Vidiella i Franch.  Retomada la democracia, la fórmula federal se ha desestimado y la Gran Logia de Cataluña camina sola, ya que la evolución del pensamiento masónico no identifica las logias con los estados, sino que identifica las logias con la personalidad de un territorio . No se trata de adquirir una visión nacionalista, sino de adecuar las realidades de los territorios a las logias.

## Declaración de Principios de la Gran Logia de Cataluña
– I –
La Gran Logia de Cataluña abre sus trabajos, los desarrolla y los cierra en la Gloria del Gran Arquitecto del Universo.

– II –
De acuerdo con las tradiciones de la Orden, las tres Grandes Luces, la Escuadra, el Compás y el Libro de la Ley Sagrada, reposan en el Altar de las Logias. Las Obligaciones como Masones se juran o prometen sobre estas Tres Grandes Luces.

– III –
La Gran Logia de Cataluña proclama su fidelidad al Parlamento de Cataluña, y al gobierno y al Presidente democráticamente escogidos por este Parlamento.

– IV –
La Gran Logia de Cataluña y sus Logias no admiten ninguna controversia sobre temas políticos o confesionales. Sin embargo, para la instrucción de los Hermanos se autorizan las conferencias sobre estos temas, seguidos de un intercambio de puntos de vista. Sin embargo, los debates en ningún caso darán paso a votación alguna, ni a la adopción de resoluciones, ya que éstas podrían coaccionar las opiniones o sentimientos de algunos Hermanos.

– V –
En cuanto a otros principios que no sean los expuestos, la Gran Logia de Cataluña se remitirá a los Antiguos Deberes, sobre todo en lo que se refiere al respeto a las tradiciones de la práctica escrupulosa y seria del Ritual y del Simbolismo como medios de acceso al contenido iniciático de la Orden.